# Xènia Pérez
Xènia Pérez (Sitges, 28 de octubre de 2001) es una futbolista española. Juega de defensa central y su equipo actual es el Atlético de Madrid de la Primera División Femenina de España. 

## Trayectoria

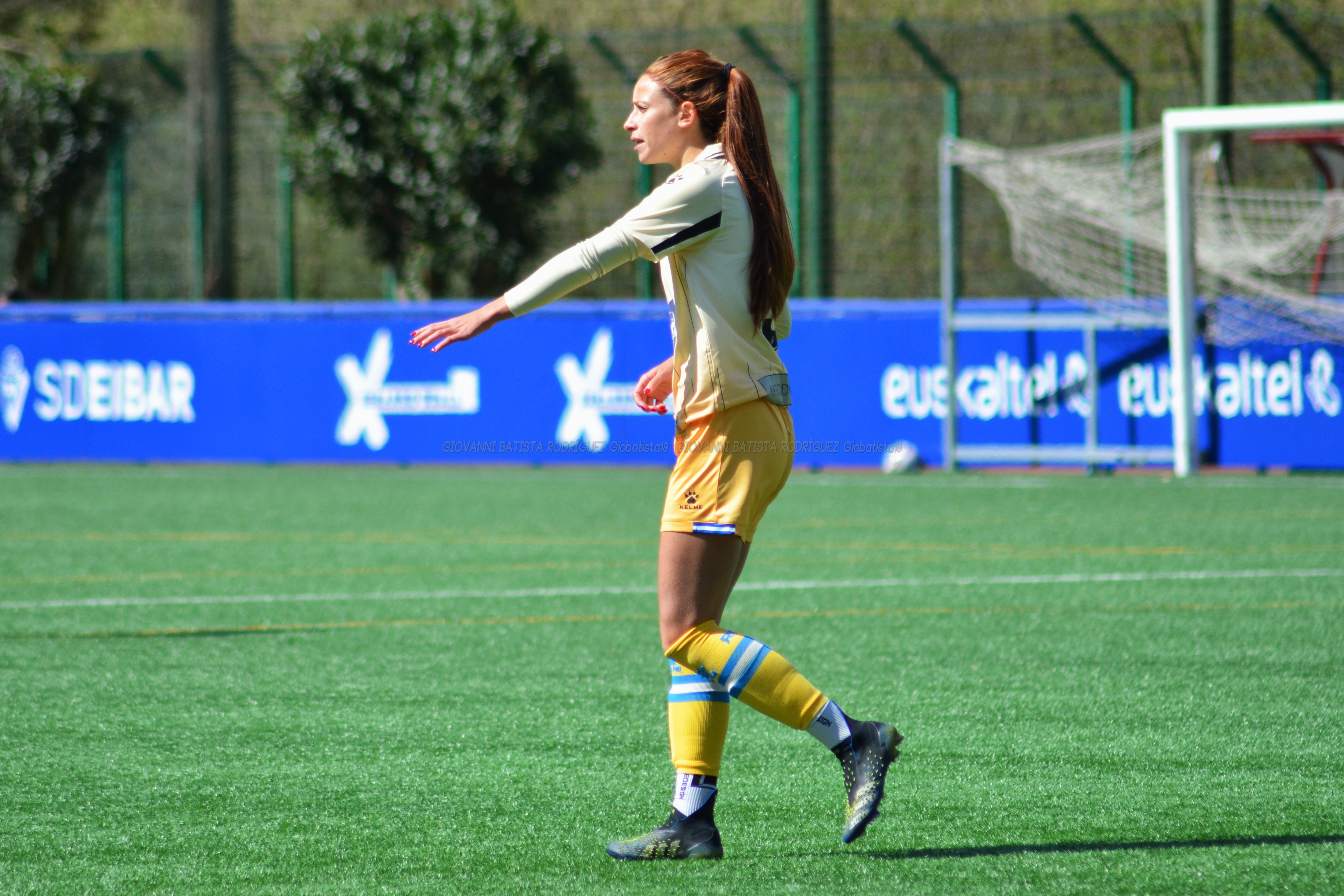
Xènia Pérez jugando con el Espanyol ante la Real Sociedad en marzo de 2021

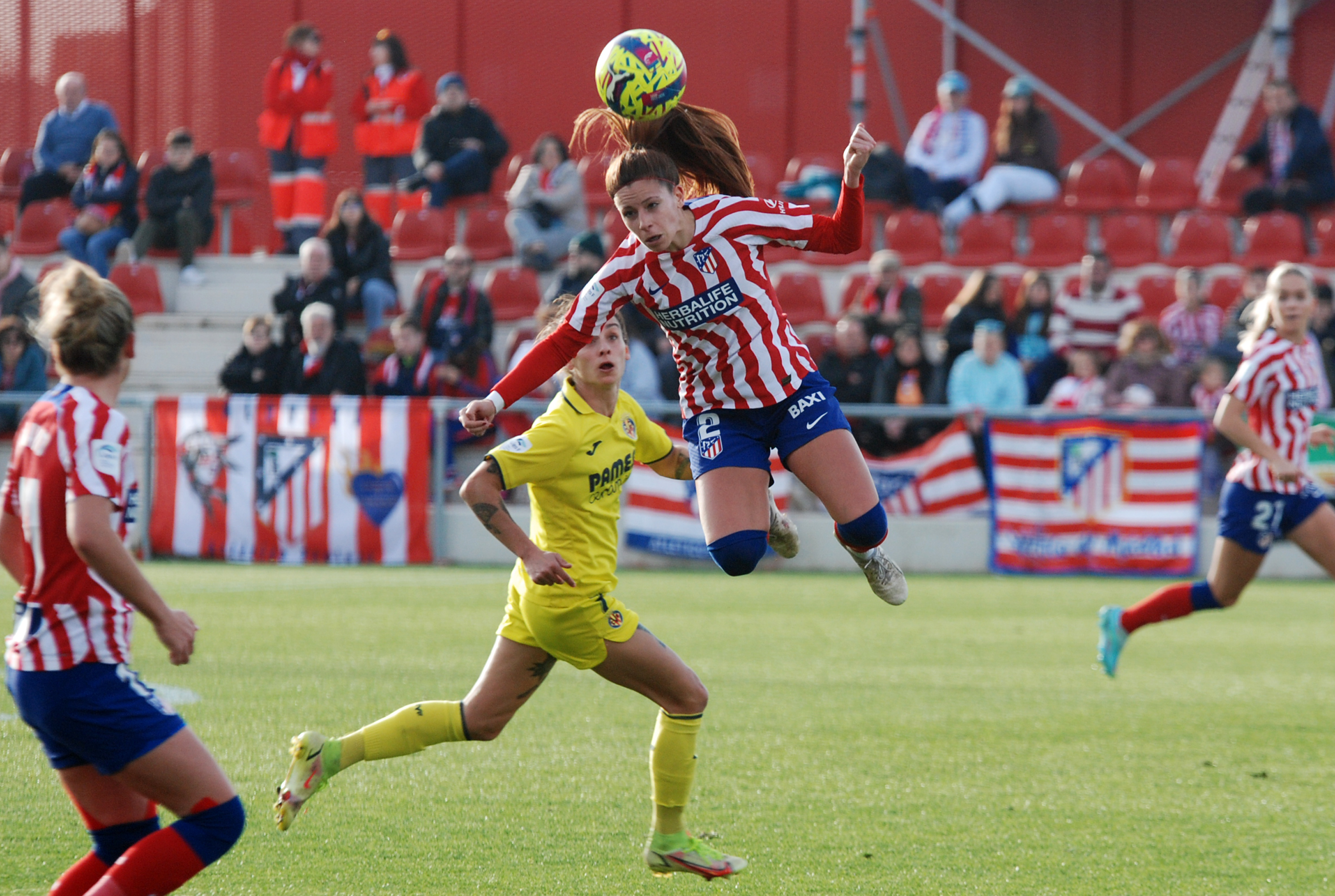
Xenia Perez jugando en el Atlético de Madrid en enero de 2023 ante el Villarreal

### Inicios
Xènia Pérez se desarrolló en la cantera del Espanyol, a la que llegó en 2014. Tras jugar con las selecciones catalanas sub-12 y sub-16, y ser campeona de liga con el Infantil C (2014-15), con el Juvenil B (2015-16), con el Juvenil A (2017-18), pasó al filial perico en 2018. 
Empezó a entrar en la dinámica del primer equipo en las pretemporadas 2018-19 y 2019-20. Debutó con 18 años en Primera División el 14 de diciembre de 2019 con derrota por 0-4 ante el F. C. Barcelona, jugando unos minutos al final del partido. Volvió a tener unos minutos en la derrota en los octavos de final de la Copa de la Reina ante el E. D. F. Logroño. Esa temporada logró el ascenso del Espanyol B a la Segunda División.

### Fútbol profesional
Pasó a la primera plantilla en la temporada 2020-21, donde jugó de manera habitual, participando en 23 partidos de liga, y en la que descendieron a Segunda División.
En la temporada 2021-22 fue elegida como una de las capitanas del equipo. Marcó sus primeros dos goles el 31 de octubre de 2021 ante el AEM, que remontó los dos goles de Xènia para ganar por 3-2. Jugó los 30 partidos de liga ese año, 28 de ellos como titular, y marcó 5 goles. Estuvieron cerca de lograr el ascenso a la máxima categoría pero cayeron ante el Levante Las Planas en la última jornada. En la Copa de la Reina alcanzaron los octavos de final tras derrotar al Deportivo Alavés, equipo de primera división en los dieciseisavos.
En el verano de 2022 fichó por el Atlético de Madrid, que en su presentación la definió como «una futbolista contundente en los duelos, con una gran capacidad defensiva en el uno contra uno y expeditiva al corte, todo ello fruto de su buena colocación y sus condiciones físicas. Además, Xènia es una jugadora capaz de salir construyendo desde atrás, ya sea desplazando el balón o en conducción.» Debutó con el club rojiblanco el 17 de septiembre de 2022 en el primer partido de liga ante el Sevilla F.C. con victoria por 1-3, tras sustituir a Rasheedat Ajibade en el minuto 89.
En la temporada 2023-24 no contó con muchas oportunidades en la primera vuelta y se barajó su salida en el mercado de invierno, aunque finalmente la que dejó el equipo fue Merel van Dongen y empezó a cobrar protagonismo en el equipo, como lateral, pivote o finalmente en su posición natural como central, donde acabó como titular en la fase final de la temporada. Encadenaron varias victorias consecutivas y finalmente lograron el objetivo de clasificarse para la Liga de Campeones tras ser terceras en liga.
En la temporada 2024-25 fue una de las jugadoras con más minutos disputados del equipo y gracias a su liderazgo en el vestuario llegó a ser capitana en algún encuentro. El Atlético de Madrid, dirigido este año por Víctor Martín, se clasificó para la Liga de Campeones en la última jornada y alcanzó la final de la Copa de la Reina, aunque cayó en la ronda previa de la competición europea y en la semifinal de la Supercopa.

## Selección nacional
Fue convocada por primera vez para jugar con la selección sub-23 unos amistosos en febrero de 2024, y debutó el 2 de diciembre de 2024 en un amistoso ante Francia, con victoria por 3-2.

## Estadísticas

### Clubes
Actualizado al último partido jugado el 7 de junio de 2025.
| Club                        | Div.           | Temporada     | Liga  | Liga  | Liga   | Copas nacionales | Copas nacionales | Copas nacionales | Copas internacionales | Copas internacionales | Copas internacionales | Total | Total | Total  | Media goleadora |
| Club                        | Div.           | Temporada     | Part. | Goles | Asist. | Part.            | Goles            | Asist.           | Part.                 | Goles                 | Asist.                | Part. | Goles | Asist. | Media goleadora |
| --------------------------- | -------------- | ------------- | ----- | ----- | ------ | ---------------- | ---------------- | ---------------- | --------------------- | --------------------- | --------------------- | ----- | ----- | ------ | --------------- |
| R. C. D. Espanyol · España  |                |               |       |       |        |                  |                  |                  |                       |                       |                       |       |       |        |                 |
| 1.ª                         | 2019-20        | 1             | 0     | 0     | 1      | 0                |                  | -                | -                     | -                     | 2                     | 0     |       | -      |                 |
| 1.ª                         | 2020-21        | 23            | 0     |       | -      | -                | -                | -                | -                     | -                     | 23                    | 0     |       | -      |                 |
| 2.ª                         | 2021-22        | 30            | 5     |       | 4      | 0                | -                | -                | -                     | -                     | 34                    | 5     |       | 0.15   |                 |
| Total Espanyol              | Total Espanyol | 54            | 5     |       | 5      | 0                |                  |                  |                       |                       | 59                    | 5     |       | 0.08   |                 |
| Atlético de Madrid · España | 1.ª            | 2022-23       | 12    | 0     | 0      | 1                | 0                | 0                |                       |                       |                       | 13    | 0     | 0      | -               |
| Atlético de Madrid · España | 1.ª            | 2023-24       | 21    | 2     | 1      | 1                | 0                | 0                |                       |                       |                       | 22    | 2     | 1      | 0.09            |
| Atlético de Madrid · España | 1.ª            | 2024-25       | 19    | 0     | 0      | 6                | 0                | 0                | 2                     | 0                     | 0                     | 27    | 0     | 0      | -               |
| Atlético de Madrid · España | Total club     | Total club    | 52    | 2     | 1      | 8                | 0                | 0                | 2                     | 0                     | 0                     | 62    | 2     | 1      | 0.03            |
| Total carrera               | Total carrera  | Total carrera | 106   | 7     | 1+     | 13               | 0                | 0                | 2                     | 0                     | 0                     | 120   | 7     | 1+     | 0.06            |
| 1. 2. 3.                    |                |               |       |       |        |                  |                  |                  |                       |                       |                       |       |       |        |                 |

### Selección
Actualizado al último partido jugado el 2 de diciembre de 2024.
| Selecciones | Año   | Continental(4) | Continental(4) | Continental(4) | Mundial | Mundial | Mundial | Amistosos (5) | Amistosos (5) | Amistosos (5) | Total | Total | Total  | Media goleadora |
| Selecciones | Año   | Part.          | Goles          | Asist.         | Part.   | Goles   | Asist.  | Part.         | Goles         | Asist.        | Part. | Goles | Asist. | Media goleadora |
| --- | ----- | -------------- | -------------- | -------------- | ------- | ------- | ------- | ------------- | ------------- | ------------- | ----- | ----- | ------ | --------------- |
| Sub-23 | 2024  | -              | -              | -              | -       | -       | -       | 1             | 0             | 0             | 1     | 0     | 0      | -               |
| Sub-23 | Total |                |                |                |         |         |         | 1             | 0             | 0             | 1     | 0     | 0      | -               |
| (4) Se incluyen Campeonatos Europeos y sus fases de Clasificación. (5) Sólo se incluyen partidos contra selecciones nacionales. |       |                |                |                |         |         |         |               |               |               |       |       |        |                 |